# Вовчий талер
Вовчий талер — назва срібних монет Трансільванії, що карбувались у 1562—1565 роках. Їхньою особливістю була низька якість карбування. Враховуючи тяжке становище Трансільванії в цей час, вовчі талери відносять до грошей надзвичайних обставин (рум. taler de necessitate, taler de război). При низькій якості — монетний круг, таврований з одного боку — монета містила близько 29 г срібла, що відповідало ваговим нормам талерів німецьких держав. Зображення вовка являло собою частину фамільного герба Яноша Запольї. Зверху зображення вовка розташовуються літери, що позначають "Янош, обраний король Угорщини".